# Albert Groth
Lorentz Albrecht (Albert) Theodor Groth, född 2 mars 1843 i Köla socken, Värmland, död 1923 i Brighton, var en svensk företagare, som var delägare och grundare av L.A. Groth & Co (sedermera Groth & Co). Företaget bildades 1869. 
Albert Groth var son till Lorentz Adolph Groth (1799–1856) och Justina Fredrika Lindberg (1815–1876). Fadern var bruksbokhållare på Adolfsfors bruk i Köla, Värmland. 
Albert Groth emigrerade omkring 1879 till England. 1881 var han gift med Winnierford Groves (född 1862) från Newington. Företaget Groth & Co är idag en av Nordens och Sveriges äldsta patentbyråer.